# Marisa Paredes
Pour les articles homonymes, voir Paredes.
Paredes  Bartolomé est un nom espagnol. Le premier nom de famille, en général paternel, est Paredes ; le second, en général maternel, souvent omis, est Bartolomé.
Marisa Paredes, née le 3 avril 1946 à Madrid et morte le 17 décembre 2024 dans la même ville, est une actrice incontournable du cinéma espagnol, muse notamment de Pedro Almodóvar qui a contribué à la rendre célèbre dans le monde entier.

## Biographie

### Jeunesse et formation
María Paredes (de son nom complet María Luisa Paredes Bartolomé)[pourquoi ?] est marquée par son enfance vécue dans la période du franquisme, synonyme de rationnements et de restrictions. Faute d'argent, elle doit arrêter l'école à onze ans pour travailler dans un atelier de couture, puis son père l'inscrit dans une école de dactylographie. À 16 ans, elle débute le théâtre, et est engagée pour faire une tournée. Elle dira : « Le théâtre m’a sauvée, c’était la liberté ! ». Enfant, elle avait un jour demandé à sa mère, concierge dans un édifice bourgeois de Madric[Où ?] : « Pourquoi sommes-nous pauvres ? » « Être pauvre, ça s’hérite, ma fille. De la même manière que la richesse s’hérite, la pauvreté aussi. » Des paroles qui resteront « gravées dans [sa] tête ».

### Carrière
Actrice de théâtre et de cinéma dès les années 1960, Marisa Paredes (son nom de scène) se révèle au grand public dans la fleur de l'âge dans Tras el Cristal d’Agustí Villaronga en 1986. 
Entre 1983 et 2011 elle tournera six fois pour Pedro Almodóvar, dont elle devient la « réplique féminine »  : elle incarne notamment Becky del Páramo dans Talons aiguilles en 1991 (film qui marque un tournant décisif de sa carrière en faisant d'elle une actrice convoitée dans le monde entier), Leo Macías dans La Fleur de mon secret et Huma Rojo dans Tout sur ma mère, trois rôles de femmes à la carrière éblouissante (chanteuse, écrivaine et comédienne) mais qui n'arrivent pas à gérer leurs relations intimes, se montrant capricieuses et parfois dures avec leurs proches, fortes en façade mais échouant dans leurs relations amoureuses.
En Espagne, elle a également fait deux incursions marquantes dans le cinéma de genre : elle est Griselda dans Prison de cristal d'Agustí Villaronga en 1986, et Carmen dans L'Échine du Diable de Guillermo del Toro en 2001.

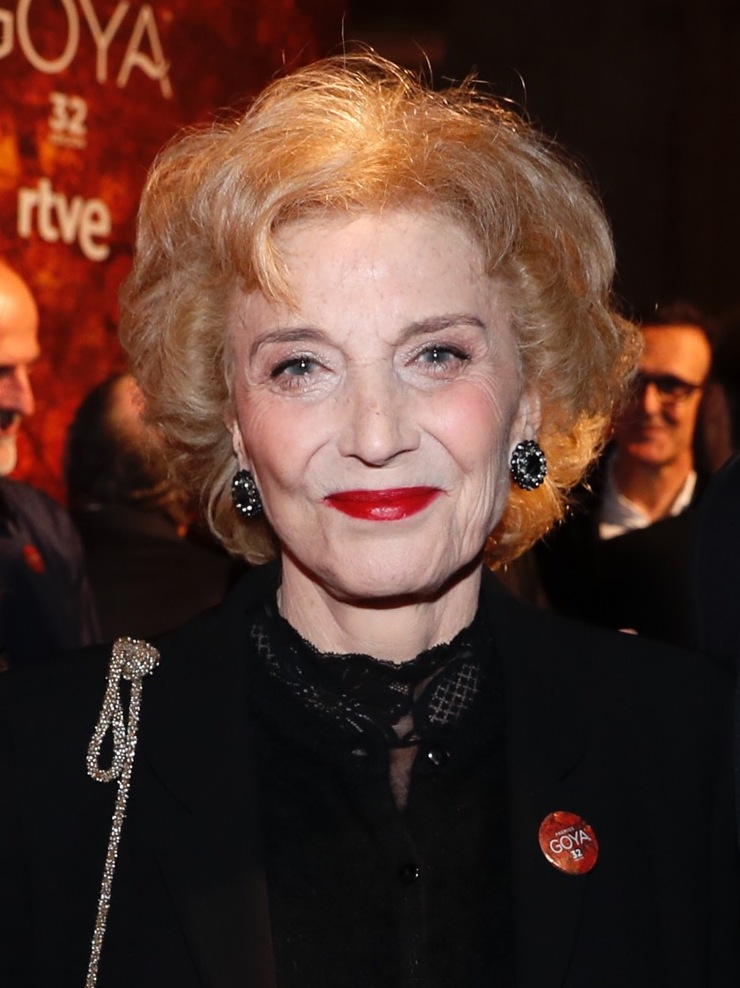
Marisa Paredes en 2018.

De prestigieux réalisateurs étrangers ont fait appel à elle, comme le Mexicain Arturo Ripstein pour Carmin profond et Pas de lettre pour le colonel, le Chilien Raúl Ruiz pour Trois vies et une seule mort et Les Lignes de Wellington, l'Italien Roberto Benigni pour La vie est belle ou encore le Portugais Manoel de Oliveira pour Le Miroir magique.

### Engagements
Très impliquée dans la cause féministe en Espagne, Marisa Paredes s'est aussi engagée dans le mouvement pacifiste. En 2003, elle mobilise tous les artistes contre l'invasion américaine de l'Irak alors qu’elle présidait l’Académie du cinéma espagnol. En 2024, elle participe à un grand rassemblement à Madrid pour exiger un cessez-le-feu immédiat à Gaza et au Liban.
À l’été 2023, elle soutient la liste Sumar pour les élections générales espagnoles.

### Mort
Marisa Paredes meurt le 17 décembre 2024 à l’âge de 78 ans,, des suites d’un problème coronarien à l’hôpital universitaire de la Fondation Jiménez Díaz (es) de Madrid.

### Distinctions
Lauréate notamment de quatre Fotogramas de Plata, de trois prix Sant Jordi et d'un Goya d'honneur, Marisa Paredes est à ce jour l'une des sept actrices à avoir reçu le prix national de Cinématographie du ministère espagnol de la Culture.

### Famille
Marisa Paredes a une fille avec le réalisateur Antonio Isasi-Isasmendi, María Isasi, elle aussi actrice, née en 1975.

## Filmographie

### Télévision
- 1980 : Cervantes d'Alfonso Ungría (feuilleton TV)
- 1982 : La Máscara negra d'Antonio Giménez Rico, Emilio Martínez Lázaro et José Antonio Páramo (série télévisée)
- 1983 : El Mayorazgo de Labraz de Pío Caro Baroja (feuilleton TV)
- 1985 : Goya de José Ramón Larraz (feuilleton TV)
- 1985 : El Baile, de Mara Recatero (feuilleton TV)
- 1988 : El Olivar de Atocha de Carlos Serrano (série télévisée)
- 1989 : Delirios de amor: Párpados d'Iván Zulueta (TV) (court-métrage)

### Cinéma
- 1960 : 091 Policía al habla de José María Forqué (non créditée)
- 1960 : Los Económicamente débiles de Pedro Lazaga
- 1961 : Les Religieuses (Canción de cuna) de José María Elorrieta
- 1962 : L'Horrible Docteur Orlof (Gritos en la noche) de Jesús Franco
- 1963 : Llegar a más de Jesús Fernández Santos
- 1965 : El Mundo Sigue de Fernando Fernán Gómez
- 1966 : La Tía de Carlos en mini-falda d'Augusto Fenollar et Ignacio Iquino
- 1968 : Tinto con amor de Francisco Montolío
- 1968 : Requiem pour Gringo (Réquiem para el gringo) d'Eugenio Martín et José Luis Merino : Nina
- 1968 : No disponible de Pedro Mario Herrero
- 1968 : La Amante estelar d'Antonio de Lara
- 1969 : El señorito y las seductoras de Tito Fernández
- 1969 : La Revoltosa de Juan de Orduña
- 1969 : Carola de día, Carola de noche de Jaime de Armiñán
- 1970 : Fray Dólar de Raúl Peña
- 1971 : Pastel de sangre de Francesc Bellmunt, Jaime Chávarri, Emilio Martínez Lázaro et José María Vallés
- 1971 : El Espíritu del animal d'Augusto Martínez Torres (court-métrage)
- 1971 : Goya, historia de una soledad de Nino Quevedo
- 1972 : Abismo de José María Carreño (court-métrage)
- 1974 : Larga noche de julio de Lluís Josep Comerón
- 1975 : Rafael en Raphael d'Antonio Isasi-Isasmendi (voix)
- 1976 : Les Crocs du diable (El Perro) d'Antonio Isasi-Isasmendi
- 1980 : Sus años dorados d'Emilio Martínez Lázaro
- 1980 : Cousine, je taime (Ópera prima) de Fernando Trueba
- 1983 : Dans les ténèbres (Entre tinieblas) de Pedro Almodóvar
- 1984 : Les Bicyclettes sont pour l'été (Las Bicicletas son para el verano) de Jaime Chávarri
- 1986 : Delirios de amor de Cristina Andreu, Luis Eduardo Aute, Antonio González Vigil et Félix Rotaeta
- 1986 : Tata mía de José Luis Borau
- 1987 : Cara de acelga de José Sacristán
- 1987 : Prison de cristal (Tras el cristal) d'Agustí Villaronga
- 1987 : Mientras haya luz de Felipe Vega
- 1988 : Tu novia está loca d'Enrique Urbizu
- 1990 : Continental de Xavier Villaverde
- 1991 : Talons aiguilles (Tacones lejanos) de Pedro Almodóvar
- 1992 : Golem, l'esprit de l'exil d'Amos Gitaï
- 1992 : La Última respuesta de Miguel Olid (court-métrage)
- 1992 : Hors saison (Zwischensaison) de Daniel Schmid
- 1992 : La Reina anónima de Gonzalo Suárez
- 1993 : Tierno verano de lujurias y azoteas de Jaime Chávarri
- 1994 : Tombés du ciel de Philippe Lioret
- 1995 : La Nave de los locos de Ricardo Wullicher
- 1995 : La Fleur de mon secret (La Flor de mi secreto) de Pedro Almodóvar
- 1996 : Trois Vies et une seule mort (Três Vidas & Uma Só Morte) de Raoul Ruiz
- 1996 : Le Journal de Luca (Cronaca di un amore violato) de Giacomo Battiato
- 1996 : Carmin profond (Profundo carmesí) d'Arturo Ripstein
- 1997 : Docteur Chance de F. J. Ossang
- 1997 : La vie est belle (La vita è bella) de Roberto Benigni
- 1998 : Señores de Gardenia d'Antoni Aloy (court-métrage)
- 1998 : Préférence de Grégoire Delacourt
- 1998 : Le serpent a mangé la grenouille d'Alain Guesnier
- 1998 : Talk of Angels de Nick Hamm
- 1999 : Tout sur ma mère (Todo sobre mi madre) de Pedro Almodóvar
- 1999 : Pas de lettre pour le colonel (El coronel no tiene quien le escriba) d'Arturo Ripstein
- 1999 : Jonas et Lila, à demain d'Alain Tanner
- 2000 : Leo de José Luis Borau (non créditée)
- 2001 : Afrodita, el sabor del amor de Fernando Solanas
- 2001 : L'Échine du Diable (El Espinazo del diablo) de Guillermo del Toro
- 2001 : Salvajes de Carlos Molinero
- 2002 : Parle avec elle (Hable con ella) de Pedro Almodóvar
- 2003 : Una Preciosa puesta de sol d'Álvaro del Amo
- 2003 : Dans le rouge du couchant d'Edgardo Cozarinsky
- 2004 : Frío sol de invierno de Pablo Malo
- 2005 : Reinas de Manuel Gómez Pereira
- 2005 : Le Miroir magique (Espelho Mágico) de Manoel de Oliveira
- 2010 : El Dios de madera, (The God of Wood) de Vincente Molina-Foix
- 2011 : Gigola de Laure Charpentier
- 2011 : Les Yeux de sa mère de Thierry Klifa
- 2011 : La piel que habito de Pedro Almodóvar
- 2012 : Les Lignes de Wellington de Raoul Ruiz et Valeria Sarmiento
- 2012 : Photo de Carlos Saboga
- 2013 : Traumland de Petra Volpe
- 2018 : Petra de Jaime Rosales
- 2019 : Malgré tout (A pesar de todo) de Gabriela Tagliavini : Carmen

## Voix françaises
- Nadine Alari dans Talons aiguilles
- Annie Bertin dans La Fleur de mon secret
- Évelyn Séléna dans Tout sur ma mère
- Catherine Sola dans L'Échine du Diable
- Frédérique Cantrel dans La piel que habito[8]
- Jacqueline Corado dans Les Lignes de Wellington
- Béatrice Delfe dans Malgré tout[8]

### Presse
- « Hommage. Mort de Marisa Paredes : “la voix la plus grave et la plus pure” du cinéma espagnol s’éteint », Courrier international,‎ 17 décembre 2024 (lire en ligne, consulté le 18 décembre 2024).